# Ribeirinha (Ribeira Grande)

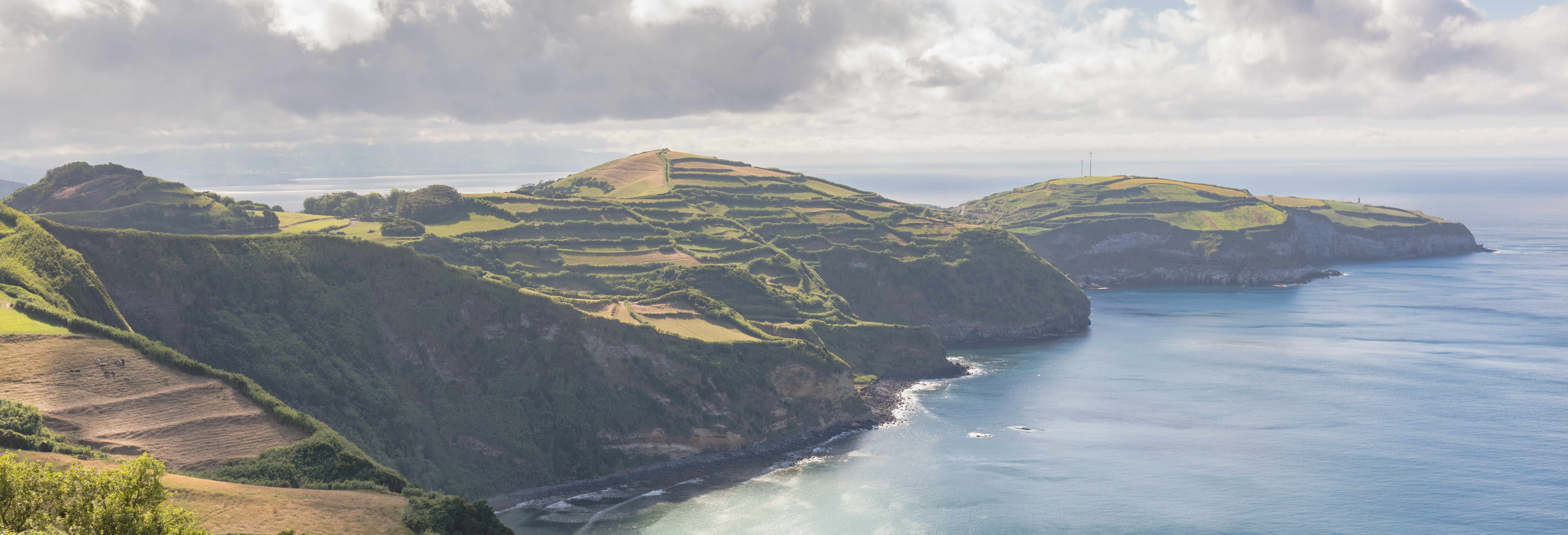
Litoral de Ribeirinha

Ribeirinha é uma freguesia portuguesa do município da Ribeira Grande, na ilha de São Miguel, na Região Autónoma dos Açores, com 17,75 km² de área e 2510 habitantes (censo de 2021). A sua densidade populacional é 141,4 hab./km².
A freguesia foi criada pelo Decreto-Lei nº 36.997, de 03/08/1948, com lugares desanexados da freguesia de Ribeira Grande (Matriz).

## Demografia
A população registada nos censos foi:
| Distribuição da População por Grupos Etários | Distribuição da População por Grupos Etários | Distribuição da População por Grupos Etários | Distribuição da População por Grupos Etários | Distribuição da População por Grupos Etários |
| -------------------------------------------- | -------------------------------------------- | -------------------------------------------- | -------------------------------------------- | -------------------------------------------- |
| Ano                                          | 0-14 Anos                                    | 15-24 Anos                                   | 25-64 Anos                                   | > 65 Anos                                    |
| 2001                                         | 576                                          | 401                                          | 932                                          | 215                                          |
| 2011                                         | 570                                          | 365                                          | 1199                                         | 215                                          |
| 2021                                         | 465                                          | 407                                          | 1408                                         | 230                                          |

## Toponímia
O curso de água que atravessa o centro da localidade (Ribeira das Gramas) deu o nome ao povoado.
Esta freguesia possui dois locais: Gramas de Cima e Gramas de Baixo.

## Património
Alguns dos pontos de interesse desta freguesia são:
- Miradouro da Vigia da Baleia,
- Porto de Santa Iria,
- Igreja do Santíssimo Salvador do Mundo;
- Ermida de Santo António;
- Moinhos;
- Fontanários centenários.

Sem dúvida o Ex libris é o porto da Ribeirinha, o porto de Santa Iria, onde se varam barcos de pesca e de recreio. Este porto é de construção antiga, fazendo lembrar um forte, e era por ali que se exportava alguma da produção de laranja para Inglaterra.

## Turismo
Tem interesse o percurso junto ao mar, na zona do Chão das gatas.
Possui uma zona piscatória calma com uma praia de rocha, onde se pode praticar pesca, quer de caniço quer submarina.
É ainda de salientar toda a beleza nos espaços verdes existentes na freguesia, bem como uma antiga fábrica de chicória e do linho que outrora foi polo de desenvolvimento não só da freguesia mas também como para toda a ilha.

## Festas e romarias
As festas da freguesia são muito concorridas no concelho:
- Semana Santa;
- Divino Espírito Santo (junho);
- Santíssimo Salvador do Mundo (1.º domingo de agosto), com uma bonita imagem de Cristo transfigurado
- Carnaval
- Romarias Quaresmais

## Economia
Atualmente está a evoluir como freguesia dormitório da cidade da Ribeira Grande, sem indústria ou atividades de relevo com a exceção da lavoura.
Esta localidade retrata na perfeição a típica vida micaelense, onde o tempo corre devagar, sem pressas.